# Mont-d'Origny
Mont-d'Origny är en kommun i departementet Aisne i regionen Hauts-de-France i norra Frankrike. Kommunen ligger  i kantonen Ribemont som ligger i arrondissementet Saint-Quentin. År 2022 hade Mont-d'Origny 832 invånare.

## Befolkningsutveckling
Antalet invånare i kommunen Mont-d'Origny
Referens: INSEE